# Bryum rubrobulbiferum
Bryum rubrobulbiferum là một loài Rêu trong họ Bryaceae. Loài này được Ochi mô tả khoa học đầu tiên năm 1985.